# Dasypeltis confusa
Espèce
Dasypeltis confusa est une espèce de serpents de la famille des Colubridae. On le nomme parfois mangeur d'œufs confondant.

## Description
Dasypeltis confusa mesure jusqu'à 55 cm pour les mâles et jusqu'à 75 cm pour les femelles (le maximum enregistré étant d'environ 1 m). Son dos est brun clair et présente une série de taches médianes brun foncé ou noires séparées par des zones plus claires. Il peut y en avoir plus de 80,.Sa face ventrale est beige clair. Latéralement, on retrouve des chevrons foncés à noirs, dont les pointes sont dirigés vers l'avant du corps. Sa tête est petite et assez peu distincte du cou. Son museau est arrondi. Ses yeux sont de taille moyenne et la pupille est verticale. Ce serpent est inoffensif pour l'Homme.

## Répartition
Cette espèce se rencontre en Afrique : au Soudan, en Ethiopie, en Ouganda, au Kenya, au Rwanda, en Guinée (Conakry), en Guinée-Bissau, au Sénégal, au Gabon, au Cameroun, au Togo, au Nigeria, au Mali, au Tchad, en Sierra Leone, au Liberia, en Côte d'Ivoire, au Ghana, au Bénin et en Angola. Elle se retrouve dans des zones de savane guinéenne et en forêt secondaire ; et est plus rare en zone soudanienne et presque à absent en zone sahélienne.

## Étymologie
Son nom d'espèce, du latin confusa, « confus », lui a été donné en référence à la confusion qu'elle a entretenue sur le statut et la répartition des espèces de ce genre dans la zone guinéenne.

## Publication originale
- Trape & Mané, 2006 : Le genre Dasypeltis Wagler (Serpentes : Colubridae) en Afrique de l’Ouest : description de trois espèces et d’une sous-espèce nouvelles. Bulletin de la Société Herpétologique de France, vol. 119, p. 27-56 (texte intégral).